# Parafia wojskowa Matki Bożej Dobrej Rady w Stargardzie
Parafia wojskowa pw. Matki Bożej Dobrej Rady w Stargardzie – rzymskokatolicka parafia należąca do dekanatu Wojsk Lądowych, Ordynariatu Polowego Wojska Polskiego (do roku 2012 parafia należała do Pomorskiego Dekanatu Wojskowego). Jej proboszczem jest kpt. ks. dr. Robert Dębiński. Obsługiwana przez księży diecezjalnych. Erygowana 17 listopada 1993. 